# Encaje antiguo
Encaje antiguo es un color que presenta un tono muy pálido del naranja amarillento, que se asemeja el color de un encaje antiguo o de un viejo cordón de un mantel. Es uno de los primeros colores web (X11) y también es utilizado como un colorante «color piel» para las pinturas. 
En la cultura popular hay una película de misterio y asesinato que se llama Arsénico y encaje antiguo dirigida por Frank Capra.

## Galería

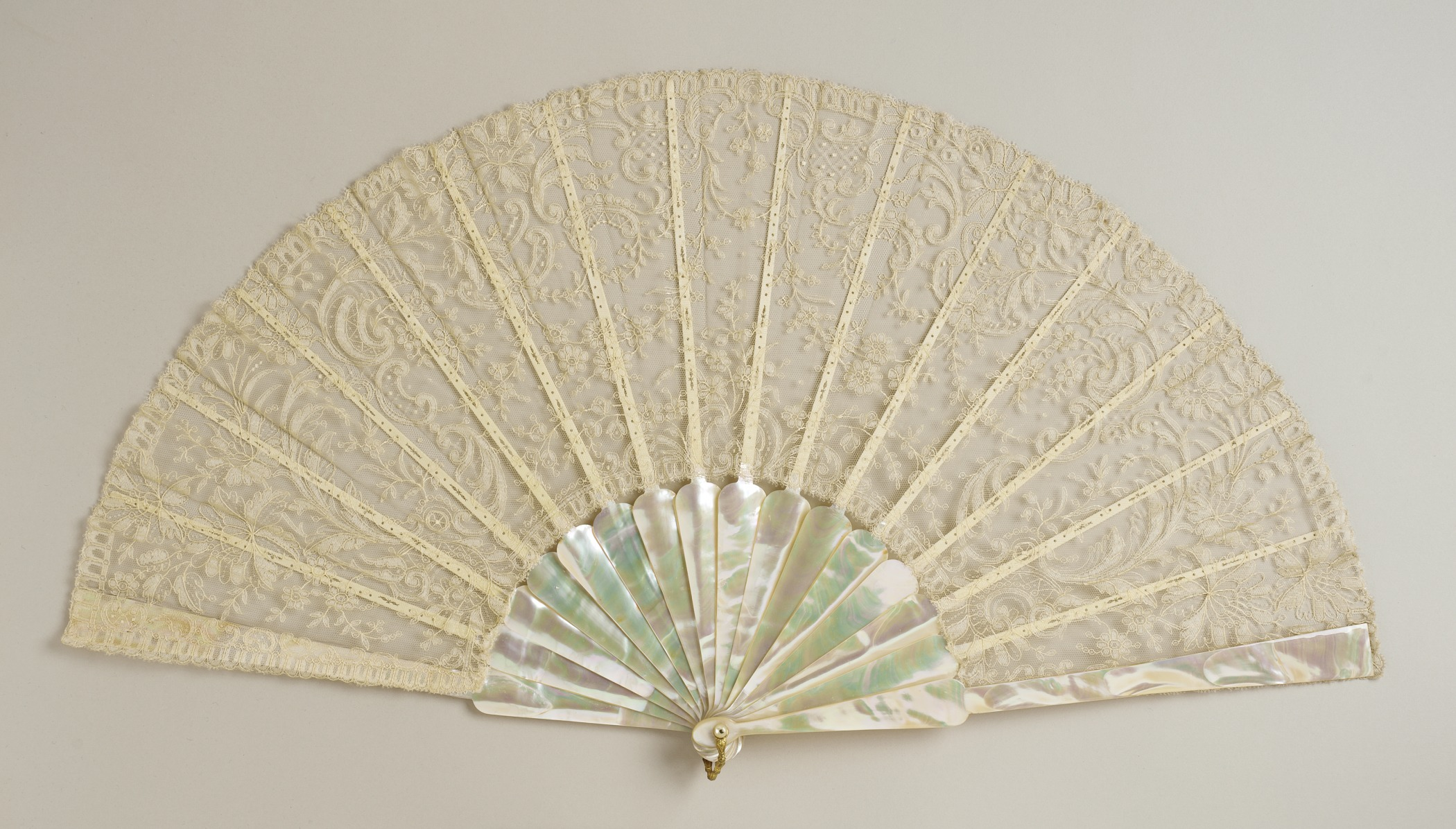
Abanico plegable de encaje antiguo